# Hausweiler
Hausweiler là một đô thị thuộc huyện Kusel, bang Rheinland-Pfalz, phía tây nước Đức. Đô thị Hausweiler có diện tích 1,56 km², dân số thời điểm ngày 31 tháng 12 năm 2006 là 52 người.